# Mont Mogan
Le mont Mogan (chinois simplifié : 莫干山路50号 ; chinois traditionnel : 莫干山 ; pinyin : Mò gàn shān), communément appelé Moganshan, est un mont situé dans le comté de Deqing, dans la province du Zhejiang, en Chine, à 60 km de la capitale provinciale, Hangzhou, et à 200 km de Shanghai. Il fait partie du parc national de Moganshan et à sa base se trouve la petite ville de Moganshan. 
Connue pour ses températures fraîches pendant les étés torrides de la région, elle a longtemps été le lieu de retraite des élites de Shanghai. Moganshan conserve un style de vie campagnard avec un mélange d'auberges locales et d'anciennes villas construites au début du XXe siècle. 

## Géographie

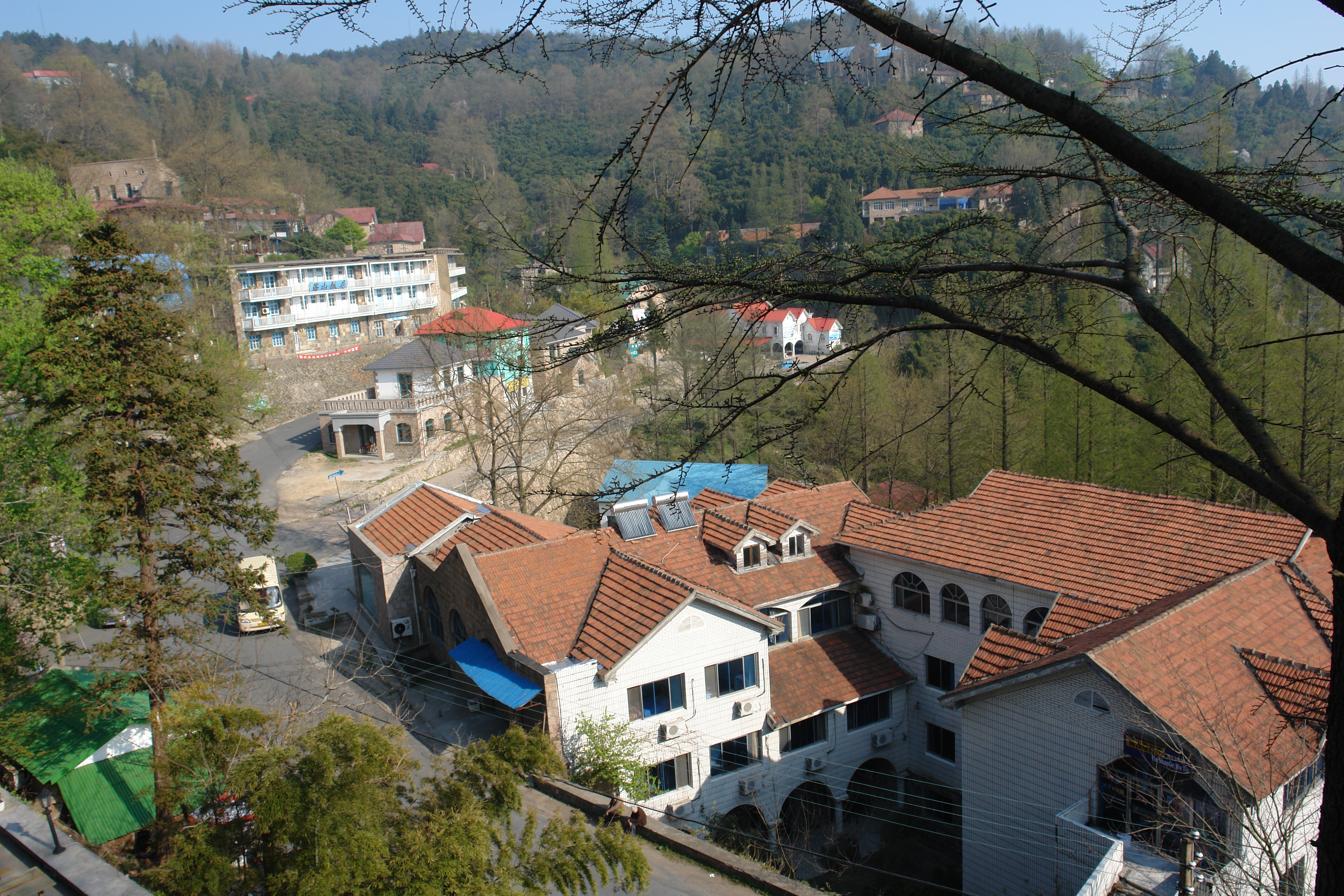
Centre-ville de Moganshan

Le mont Mogan fait partie de la chaîne de montagnes Tianmu, avec le mont Tianmu lui-même situé à environ 50 km au sud-ouest du mont Mogan. Il culmine à 719 m d'altitude.

## Histoire

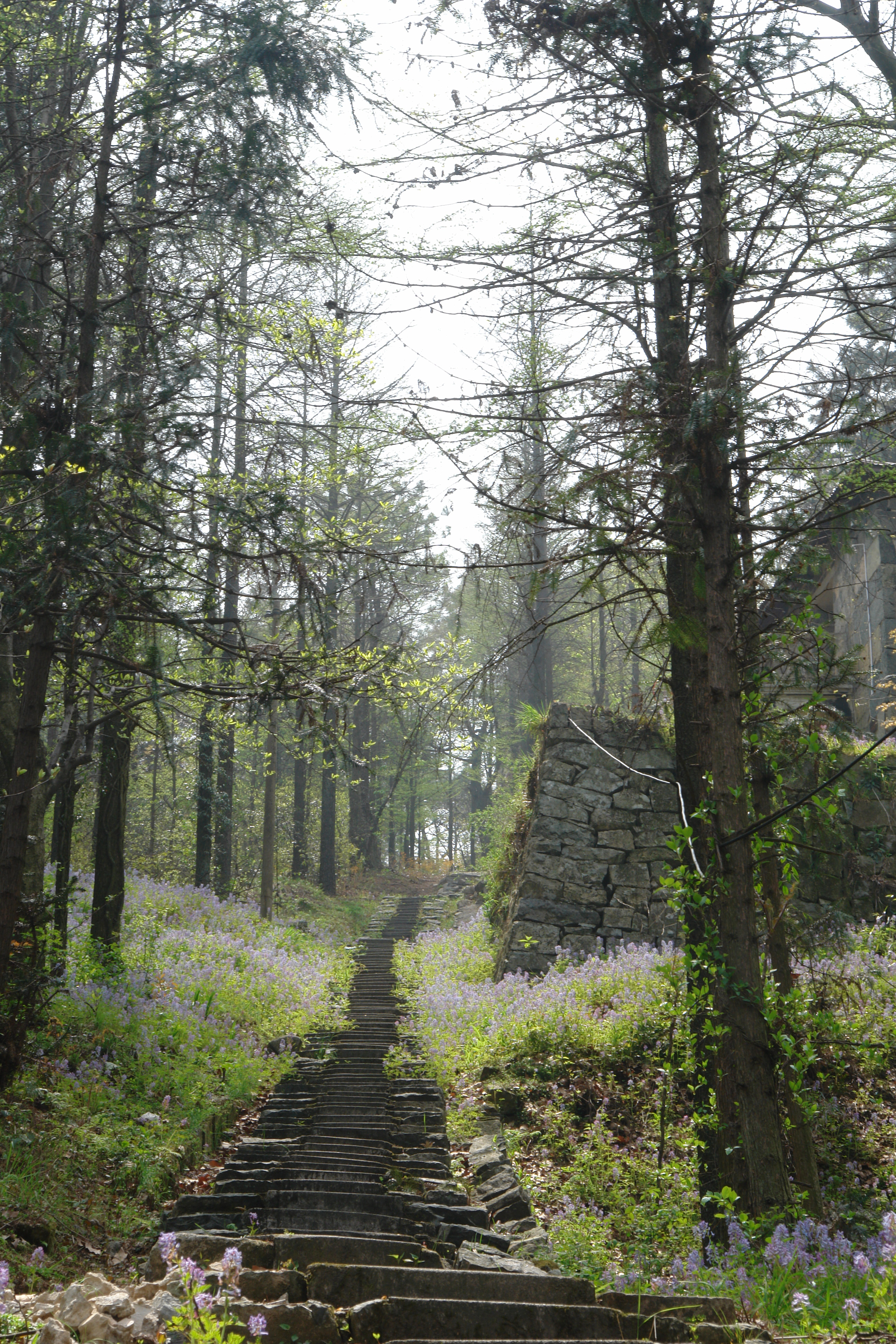
Un sentier boisé escarpé typique du mont Mogan.

Selon la légende chinoise, durant la période des Printemps et Automnes (de 770 à 476 av. J.-C.), le forgeron le plus talentueux de Chine, Ganjiang, est arrivé dans ces montagnes. C'est ici qu'il a jeté et forgé une paire d'épées spéciales à la demande de l'empereur de Wu. L'épouse de Gan s'appelait Moye, d'où le nom du mont Mogan et la principale attraction touristique : l'étang de l'Épée. 
Les brises rafraîchissantes du mont Mogan ont d'abord enchanté, dans les années 1880, les étrangers qui louaient des chambres et des maisons à des locaux. De grandes villas, maisons, églises et salles publiques de style européen ont été construites pour les missionnaires, les hommes d'affaires, les douaniers et leurs familles. Beaucoup de ces villas et maisons sont encore debout, certaines étant transformées en hôtels et maisons d'hôtes et sont encore en activité aujourd'hui. 
En 1910, environ 300 étrangers, principalement américains et britanniques, avaient installé des résidences d'été sur la colline. Les étrangers ont quitté le sommet du mont avec l'arrivée du parti communiste en 1949. À ce moment-là, les villas ont été distribuées à différentes unités de travail, ou danwei, de Hangzhou et de Shanghai. La plupart des villas appartiennent à l'Armée populaire de libération. Mark Kitto, le premier étranger à vivre à Moganshan depuis l'ouverture de la Chine, a obtenu un bail de 10 ans en 2003. Il a rénové la villa, et a ouvert Moganshan Lodge, un restaurant et des loges d'invités. 
En 2011, l'entrepreneur sud-africain Grant Horsfield et son épouse Delphine Yip ont ouvert Naked Stables, qui est ensuite devenue le premier ressort certifiée LEED platine en Chine continentale. C'est maintenant l'un des lieux les plus populaires de Moganshan.

## Tourisme
Le mont Mogan reçoit de nombreux visiteurs chinois et étrangers venus pour se détendre, faire de la randonnée et visiter une variété de sites pittoresques et historiques, y compris la villa de Tchang Kaï-chek. 